# Schloss Biljoen

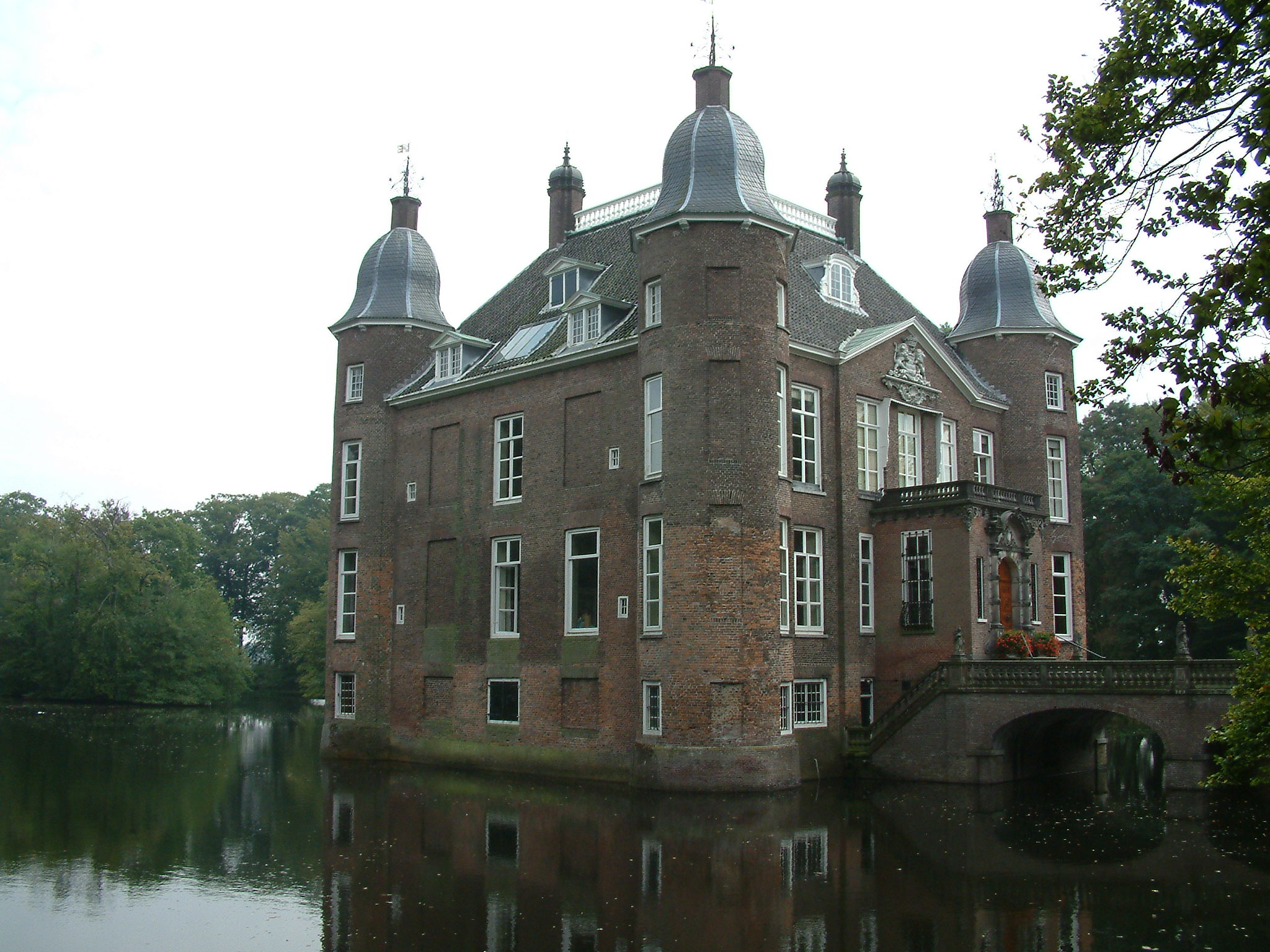
Schloss Biljoen

Schloss Biljoen (niederländisch Kasteel Biljoen) ist ein Wasserschloss, das um 1530 erbaut wurde. Es steht zwischen der Veluwe und der IJssel in der Nähe der niederländischen Ortschaft Velp in der Gemeinde Rheden.
Der Backsteinbau mit der Denkmalnummer 42145 wird gemeinsam von der „Stiftung der Freunde gelderländischer Burgen“ („niederländisch Stichting Vrienden der Geldersche Kasteelen“) und der Stiftung „Het Geldersch Landschap“ verwaltet. Es wurde durch Karl von Egmond, Herzog von Geldern und Graf von Zutphen,
teils aus Baumaterial des nahegelegenen Kasteel Overhagen erbaut. 

## Bewohner und Baugeschichte
Aus Geldnot verkaufte der Herzog am 1. Juni 1535 das Schloss mit den dazugehörenden Rechten an seinen Hofmeister Roelof van Lennep (1500–1546), Drost von Middelaer. Dieser überließ es seinem Sohn Carl van Lennep (1530–1567), Bürgermeister von Arnheim, seinem Enkel Roelof und seinem Urenkel Johan.
Im Jahr 1633 erbte Cunera van Lennep zu Billion (1600–1657), anfänglich verheiratet mit ihrem Neffen Willem van Lennep, später mit Willem van Broeckhuysen, das Schloss. Nach ihrem Tod im Jahr 1657 wurde ihre Tochter Johanna van Lennep die neue Eigentümerin. Als diese vier Jahre später kinderlos verstarb, wurde Biljoen nach 126 Jahren im Eigentum der Familie van Lennep, 1661 an Alexander von Spaen verkauft.
Er baute das zentrale Gebäude zum heutigen viereckigen Gebäude mit vier gleichen Ecktürmen um, die alle mit einem barocken glockenförmigen Hauben versehen wurden. Am Eingang wurden das Portal herausgebrochen und durch einen vorspringenden Mittelteil mit Tympanon ersetzt. Spaen erweiterte das Schlossgut 1682 durch Zusammenschluss mit dem Landgut Groot Beekhuizen. Im Jahr 1672 errichtete der französische König Ludwig XIV. zeitweilig sein Hauptquartier in Biljoen, weshalb es – im Gegensatz zu vielen anderen Schlössern – nicht durch das französische Heer unter Befehl von Henri de La Tour d’Auvergne niedergebrannt wurde. Der französische Marschall war zudem Herzog von Bouillon, was unzweifelhaft ein weiterer Grund dafür war, dass Biljoen verschont blieb.

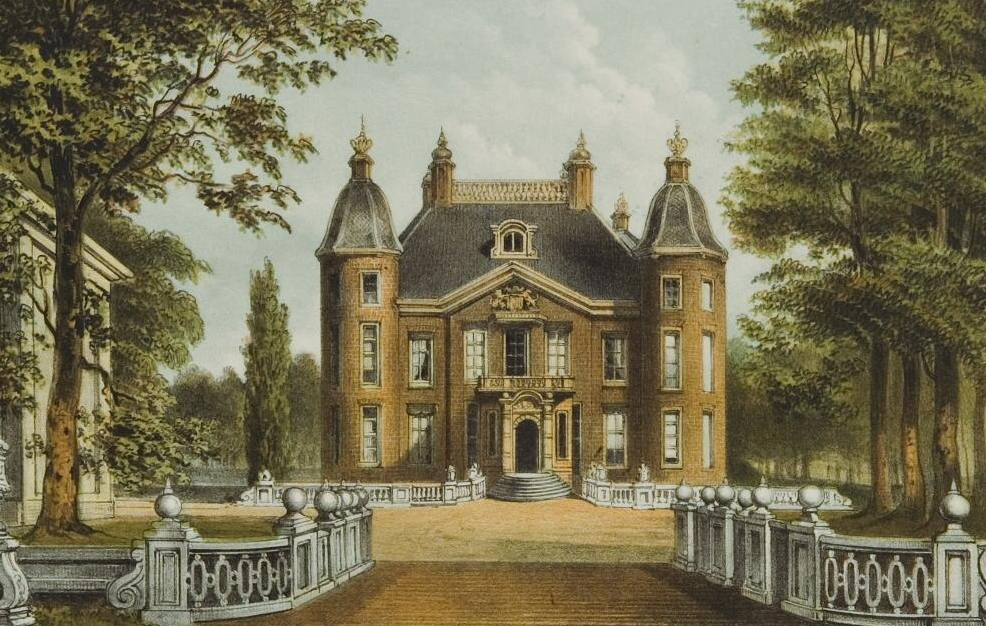
Schloss Biljoen um 1874

Im Jahr 1692 wurde Alexander Bernhard van Spaen der neue Schlossherr, aber bei seinem Tod 1696 ging das Schlossgut in den Besitz seines Bruders Frederik Willem über, der sich nach dem erzwungenen Verkauf von Till und Schloss Moyland endgültig in Biljoen niederließ. Ein weiteres Mal wurde das Schlossgut erweitert, um Overhagen, Nederhagen und das Schloss Rosande. Der nächste Eigentümer von Biljoen war Alexander Diederik van Spaen, seines Zeichens Bürgermeister von Wageningen. Sein Sohn Johan Frederik Willem (1746–1827) ließ das Innere des Schlosses sowie dessen Garten- und Parkanlage tiefgreifend verändern. Der Tod Alexander Jacobs van Spaen im Jahr 1848 bedeutete das Ende einer Periode von 187 Jahren Familienbesitz auf Biljoen.
1848 erwarb der Baron van Hardenbroek (1807–1871) das Anwesen. Nach 19 Jahren verkaufte er den größten Teil davon an den deutschen Industriellen J.H. Willem Lüps. 1872 kauft dieser auch das Schloss, sodass der Besitz letztlich ungeteilt erhalten blieb. Vier Generationen lang blieb das es Eigentum der Familie Lüps, die es während der folgenden 139 Jahre besonders gut bewahrte, ehe im Jahr 2006 der letzte männliche Erbe starb. 2008 wurde das Schloss inklusive 162 Hektar Landbesitz durch die Stiftungen „Het Geldersch Landschap“ und „Freunde gelderländischer Burgen“ erworben.

## Innenausstattung
Sechs breite, bogenförmige Treppenstufen aus Blaustein führen zum Eingangsbau im Stil der Neorenaissance, der von einem Balkon bekrönt ist. Der Entwurf dazu stammt von dem Arnheimer Architekten Lucas Hermanus Eberson (1822–1889). Die doppelflügelige Eingangstür ist mit zwei Türklopfern aus Bronze in Form von Löwenköpfen dekoriert.
Die weiße Eingangshalle besitzt eine vierfache Cornucopia (Füllhorn) an der Decke und einen dunkelblauen Steinfußboden. Die Wände sind mit Kränzen und Girlanden verziert.  Eine lebensgroße Nymphenstatue aus Marmor empfängt den Besucher.
In der ersten Etage befindet sich der Große Ballsaal. Er ist ein schönes Beispiel neoklassizistischer Innenarchitektur.
In mehreren Zimmern des Schlosses sind Wandteppiche aus dem 17. Jahrhundert zu sehen. Im sogenannten Herrenzimmer sind zwei verschiedene Arten von Wandteppichen mit Tiermotiven zusammengefügt. Es handelt sich dabei um Werke aus der Delfter Manufaktur von Maximiliaan van der Gucht und Amsterdamer Wandteppiche des Alexander Baert. Im Alten Esszimmer hängen Wandteppiche aus Flandern, um 1650 gefertigt und signiert durch Simon Bouwens.
Erwähnenswert sind außerdem der pompöse Salon Tante Thea vom Beginn des 20. Jahrhunderts, der einen Blick auf den Schlossteich mit Insel und Park gewährt, sowie die Alte Küche mit Ofen und Wasserpumpe.

## Landschaftspark

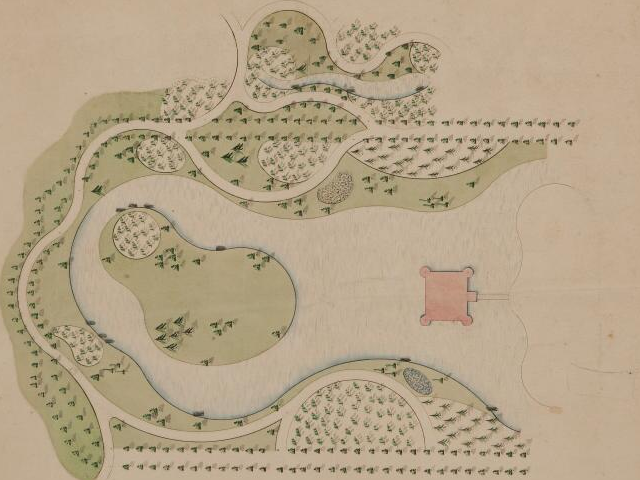
Der Biljoen'sche Garten, Zustand vielleicht um 1784

Die Landschaft zwischen Velp und Rheden wird größtenteils durch den zu Biljoen gehörenden Landbesitz mit seinen Gewässern und Wäldern bestimmt. Die Anlage erstreckt sich entlang des Bachs von Beekhuizen in nordöstlicher Richtung bis weit in das Staumauergebiet mit seinen Höhenunterschieden.
Der einstige formelle Garten im französisch Stil vom Beginn des 18. Jahrhunderts ist auf der sogenannten Hottingerkarte (1773–1783) dokumentiert. Seine Wege bilden noch immer eine erkennbare Struktur des Schlossparks. Die Anlage wurde ab 1784 von dem deutschen Landschaftsarchitekten Johann Georg Michael (1737–1800) größtenteils durch einen romantischen Landschaftspark ersetzt, der nur einige der zuvor bestehenden Strukturen respektierte und erhielt. Die ehemalige Gracht wurde in einen See mit Insel verwandelt, sodass nirgends der gesamte Schlosspark überblickt werden konnte. Es entstand so der Eindruck von Endlosigkeit. Auf offenen Flächen wurden runde Blumenbeete angelegt, unter Einbezug bestehender Wege wurden gebogene Wege angelegt, wodurch sich dem Besucher immer neue Aussichten boten. Zwischen 1810 und 1822 wurde der Park durch Michaels Schwiegersohn Jan David Zocher erweitert und ihm ein einheitliches Erscheinungsbild gegeben.